# Greg Anderson (músico)
Greg Anderson (nacido en 1970) es un músico estadounidense y cofundador del sello Southern Lord Records. Anderson es el guitarrista de la banda de stoner/doom metal Goatsnake, pero también es conocido por su trabajo con Stephen O'Malley en el dúo Sunn O))) y en otro tipo de colaboraciones. Juntos han participado en proyectos musicales como la banda de death/doom metal Thorr's Hammer, el grupo de doom metal Burning Witch (pese a que Anderson lo dejó antes de que grabaran un álbum) y el supergrupo Teeth of Lions Rule the Divine.
En la etapa más temprana de su carrera, Greg Anderson estuvo involucrado en algunas bandas de hardcore punk straight edge: False Liberty, Brotherhood, Amenity, Statement, Galleon's Lap y el grupo de indie rock/hardcore Engine Kid. Como dato curioso, tanto en Brotherhood como en Galleon's Lap participaba el futuro bajista de Foo Fighters y Sunny Day Real Estate, Nate Mendel.
Recientemente, Anderson se unió a Attila Csihar y Oren Ambarchi en un nuevo proyecto de drone doom llamado Burial Chamber Trio. Paralelamente, formó el proyecto Ascend junto a Gentry Densley, antiguo cantante y vocalista del grupo Iceburn.
En abril de 1998, Anderson y O'Malley fundaron el sello independiente y underground Southern Lord Records, con base en Los Ángeles, California. La compañía se especializa en doom metal, sludge metal, drone metal, metal experimental y, más recientemente, en black metal.